# A2Z
A2Z은 2020년에 만들어진 필리핀의 무료 텔레비전 채널이다.

## 같이 보기
- 조에 방송 네트워크
- ABS-CBN
- 카파밀야 채널
- Q (텔레비전 네트워크)
- GMA 뉴스 TV